# Carnivorous Plant Newsletter
Carnivorous Plant Newsletter es la publicación oficial de International Carnivorous Plant Society (ICPS), la más importante de tales organizaciones en el mundo.

## Historia y editorial
El boletín se publica todos los años desde su creación en 1972. Fue publicado por primera vez  con la suscripción anual a un precio de $ 1 para los estados contiguos de Estados Unidos, México y Canadá, y $ 2 para los que viven en otros lugares.
En este momento el boletín tenía alrededor de 25 abonados. Este número creció rápidamente a más de 100 el 29 de junio de ese año Katsuhiko Kondo creó la ilustración original del titular.
En el volumen 7 (1978), el boletín informativo comenzó a imprimir en un formato de 6 x 9 pulgadas con cubiertas en color, y la reproducción de colores limitada en algunos artículos.] La publicación fue fundada por Don Schnell y Joe Mazrimas. Pronto se incorporaron los editores Leo Song and Larry Mellichamp. En 1997, Don Schnell se jubiló y los nuevos editores Jan Schlauer y Barry Rice, se unieron a la redacción. Mazrimas dejó el consejo de redacción en 1998, dejando la producción de la revista para Schlauer, Rice y Steve Baker (para diseño de página).
Desde diciembre de 2006, todos los números anteriores del Boletín de la planta carnívora están disponibles como archivos PDF desde la web de la Sociedad Internacional de las plantas carnívoras. Artículos de más de 3 años están abiertas a los no miembros.

## Formato
El boletín se publica en forma trimestral, a todo color, y asciende a cerca de 130 páginas al año. Los artículos de interés científico debe pasar por un proceso de revisión anónima antes de ser publicados. Artículos típicos incluyen también temas de interés hortícola, informes de campo, revisiones bibliográficas, resúmenes de la literatura, y nuevos taxones o descripciones de cultivares. El boletín ha sido una autoridad de registro de variedades de plantas carnívoras desde 1979, y en 1998, fue nombrado por la Sociedad Internacional de Ciencias Hortícolas, como la Autoridad Internacional de Registro de nuevas variedades de plantas carnívoras.

## Revisión
En una revisión de 1990 publicado en la revista Taxón, Rudolf Schmid elogió la publicación, diciendo que "durante la última década se ha convertido en uno de los boletines disponibles más atractivos, tan atractivo, de hecho, que muchas bibliotecas ponen en la revista bloqueo ".
El Boletín de la planta carnívora ha publicado descripciones formales de los siguientes grupos taxonómicos.

### Drosera
- Drosera camporupestris
- Drosera grantsaui
- Drosera hartmeyerorum
- Drosera schwackei
- Drosera spatulata var. bakoensis
- Drosera spatulata var. gympiensis
- Drosera tentaculata
- Drosera viridis
- Drosera × corinthiaca
- Drosera × fontinalis

### Heliamphora
- Heliamphora chimantensis
- Heliamphora elongata
- Heliamphora exappendiculata
- Heliamphora folliculata
- Heliamphora hispida
- Heliamphora sarracenioides

### Nepenthes
- Nepenthes angasanensis
- Nepenthes carunculata var. robusta
- Nepenthes lavicola
- Nepenthes longifolia
- Nepenthes mikei
- Nepenthes ovata
- Nepenthes rowanae (emended description)
- Nepenthes sibuyanensis
- Nepenthes talangensis
- Nepenthes tenuis
- Nepenthes xiphioides

### Pinguicula
- Pinguicula lithophytica
- Pinguicula nivalis
- Pinguicula pilosa

### Sarracenia
- Sarracenia × bellii
- Sarracenia × casei
- Sarracenia × charlesmoorei
- Sarracenia flava var. cuprea
- Sarracenia flava var. rubricorpora
- Sarracenia × naczii
- Sarracenia purpurea subsp. venosa var. burkii f. luteola